# Lluïsa Teresa de Borbó i de Borbó
Lluïsa Teresa de Borbó i de Borbó (castellà: Luisa Teresa de Borbón)  (Aranjuez, 11 de juny de 1824 - Madrid, 27 de desembre de 1900) va ser una infanta d'Espanya. Cosina i amiga de la reina Isabel II, va esdevenir duquessa de Sessa pel seu matrimoni desigual amb José María Osorio de Moscoso. Ambdós van tenir una posició rellevant a la cort espanyola fins a la revolució de 1868, i van continuar donant suport a Isabel II en l'exili. La infanta va tenir fama de malbaratadora per tal mantenir el seu alt nivell de vida, fet que van suposar enormes despeses per a la casa ducal de Sessa i que, juntament amb altres grans despeses, van suposar la ruïna del seu marit, que va veure's obligat a vendre's diverses propietats i palaus.

## Infància i joventut
Va néixer al Palau Reial d'Aranjuez l'11 de juny de 1824. Era filla dels infants Francesc de Paula de Borbó i Lluïsa Carlota de Borbó. Va néixer com a infanta atesa l'existència del decret de 28 de novembre de 1823, promulgat pel seu oncle, el rei Ferran VII. A més, el mateix dia va ser condecorada i creada dama de l'Orde de les Dames Nobles de la Reina Maria Lluïsa.
La seva infància i formació va transcórrer entre Espanya i França a causa dels exilis imposats als seus pares, els quals per ambició havien intentat influir de manera reiterada, tot i que infructuosa, en la política espanyola a inicis del regnat d'Isabel II. A París va estudiar al convent dels Ocells. No és fins a 1840 que s'instal·la de manera definitiva a Espanya i estableix la seva residència al Palau Reial de Madrid. La infanta, considerada una persona afable, va acabar travant una gran amistat amb la seva cosina, la reina Isabel.

## Matrimoni
El 10 de febrer de 1847 va casar-se al Palau d'Altamira de Madrid amb José María Osorio de Moscoso y Carvajal, duc de Sessa i comte d'Altamira i Trastàmara. La parella s'havia compromès gràcies a la intervenció de la tia de Lluïsa Teresa i reina vídua, Maria Cristina de Borbó, que va aconseguir situar-la en una de les cases nobiliàries més importants del moment. El matrimoni era morganàtic, però va rebre l'autorització reial i Isabel Ii va permetre a Lluïsa conserva tots els seus honors i prerrogatives d'infanta, per bé que el seu espòs i la seva descendència no en podien gaudir, el que suposava també renunciar als seus drets successoris.

## Influència i malbaratament
Lluïsa i el seu marit van tenir un paper rellevant a la cort d'Isabel II, a la qual van continuar donant un gran suport després de la caiguda de la monarquia arran de la revolució de 1868. Amb tot, la desvinculació del ducat de les seves senyories i el fet d'haver de mantenir la família reial, va fer minvar els recursos econòmics de la casa de Sessa, fet que va obligar els ducs a vendre propietats i palaus. A més, Lluïsa era malbaratadora i destinava enormes quantitats de diners a mantenir el seu alt nivell de vida entre Madrid, París i Biarritz. El duc va acabar en la ruïna. La infanta va esdevenir vídua del seu marit el 4 de novembre de 1881.

### Mitjancera entre el pretendent carlí i Isabel II
Abans de la caiguda de la monarquia, el 1862, Lluïsa va esdevenir mitjancera entre el pretendent carlí, Joan Carles de Borbó i de Bragança, i la reina Isabel II, per tal que ambdues parts es reconciliessin. Va convèncer la seva cosina que fes les gestions oportunes, atès l'interès que havia mostrat Joan de sotmetre's a la voluntat de la reina i a reconèixer-la en el tron espanyol.

## Afecció a la música
Apassionada de la música, va ser protectora d'artistes i sòcia d'honor de la Sociedad Artístico-musical de Socorros Mutuos. Va posseir també una rica i variada biblioteca musical amb obres escollides, sobretot per a cant i piano, que ella també practicava com a afeccionada de manera força notable. Segons el musicòleg Baltasar Saldoni, gràcies a ella es va poder publicar el primer volum de la seva obra Diccionario biográfico-bibliográfico de efemérides de músicos españoles.

## Mort
La infanta va morir a causa d'una broncopneumònia el 27 de desembre de 1900, a la seva casa de la vila de Chamartín, que avui forma part de Madrid. Les seves restes van ser enterrades al panteó dels infants del monestir de San Lorenzo de El Escorial.

## Descendència
Del seu matrimoni amb el duc de Sessa en van néixer:
- Francisco de Asís Osorio de Moscoso y Borbón (1847-1924)
- Luis Osorio de Moscoso y Borbón (1849-1924)
- María Cristina Osorio de Moscoso y Borbón (1850-1904)

## Condecoracions
- Dama de l'Orde de les Dames Nobles de la Reina Maria Lluïsa[3]
- Dama de l'Orde de la Creu Estrellada[1]